# Lista dos maiores animais vertebrados do mundo
Segue abaixo a lista dos maiores animais vertebrados do mundo. O subfilo dos vertebrados se divide em mamíferos, peixes, aves, anfíbios e répteis.
| Classe             | Animal                      | Imagem | Descrição |
| ------------------ | --------------------------- | ------ | --- |
| Mamífero           | Baleia-azul                 |        | Chega a medir 30 metros de comprimento, o equivalente a um prédio de 10 andares. Pesa cerca de 180 toneladas, esse tamanho todo faz dele o animal mais barulhento do mundo também.                                                              |
| Mamífero terrestre | Elefante Africano           |        | Chega a medir 3,50 metros de altura e 7,5 metros de comprimento e a pesar cerca de 12 toneladas. |
| Ave terrestre      | Avestruz                    |        | Pesa entre 90 quilogramas e 130 kg. Avestruz machos chegam a 1,8 m a 2,7 m de altura, enquanto as fêmeas alcançam de 1,7 m a 2 m. |
| Ave voadora        | Albatroz-errante            |        | Os machos das ilhas Geórgia do Sul pesam entre 8,2 kg e 11,9 kg, enquanto que as fêmeas, mais leves, pesam entre 6,4 kg e 8,7 kg. Tem a maior envergadura entre as aves vivas, os machos chegam a 2,7, mas foram encontradas aves de até 5,3 m. |
| Réptil             | Crocodilo-de-água-salgada   |        | Os machos chegam a 7 metros de comprimento e pesam até 2000 kg, enquanto as fêmeas raramente crescem além dos 2,5 m. |
| Anfíbio            | Salamandra gigante da China |        | Chega a quase 2 metros e a pesar 64 kg, mesmo ameaçada de extinção é considerada uma iguaria e é utilizada na medicina caseira chinesa. |
| Peixe              | Tubarão-baleia              |        | Chega até 12 m de comprimento e pesa até 13 toneladas. |